# 1879 Broederstroom
Az 1879 Broederstroom (ideiglenes jelöléssel 1935 UN) a Naprendszer kisbolygóövében található aszteroida. Hendrik van Gent fedezte fel 1935. október 16-án.